# Porta Aberta (canção)
"Porta Aberta" é o segundo single lançado a partir do álbum Porta Aberta pela cantora brasileira Luka. 
Ficou entre as 10 mais tocadas no ano de 2004, sendo dita como preferida por vários jovens.
A versão remixada fez parte da trilha sonora do filme Didi Quer Ser Criança com ela mesma participando no filme.

## Videoclipe
Mostra Luka na sua casa tentando ser aceita pelo namorado, para ele a aceitá-la do jeito que ela é.
E o DVD Ao Vivo Foi Gravado Direto de São Borja no Rio Grande do Sul.